# 成帖木兒
成帖木兒（蒙古语转写：Chinq-Temür），是蒙古帝国时期的官员。他出身于汪古部或西辽，後成为蒙古帝国在伊朗地区统治机构（阿母河等处行尚書省）的首任长官。

## 出身
关于成帖木兒的出身，有两种说法。志费尼认为他出身于西辽，而《史集》则认为他出身于汪古部。
成吉思汗西征中亚时，成帖木兒隶属于术赤率领的部队。1220年，他作为使者前往前往花剌子模的毡的城劝降，后被任命为花剌子模的达鲁花赤，驻屯玉龙杰赤（原花剌子模王朝首都）。

## 经略伊朗
成吉思汗从中亚撤军返回后，原花剌子模统治下的呼罗珊地区因蒙古军征战破坏严重，治安状况极度恶化。特别是在成吉思汗去世后，花剌子模的残余势力有复兴迹象。为了应对这一局势，窝阔台和拖雷等人协商后决定派遣绰儿马罕率领的探马赤军（边境镇戍军）前往，成帖木兒则被命令负责这支探马赤军的后勤支援。
成帖木兒接受命令后，大约在1230年从花剌子模进入呼罗珊，随行的有大量花剌子模行政官员。此外，成吉思汗的诸子还分别派遣了自己的代理人怯勒孛剌、诺撒耳、吉思勒不花、也可到成帖木兒麾下，他们所带的必阇赤（书记官）承担了伊朗统治的实际事务。
成帖木兒抵达呼罗珊时，发生了绰儿马罕设置的达鲁花赤被札兰丁麾下的武将喀拉察、牙罕孙忽儿杀害的事件。窝阔台听说此事后，命令印度方面的探马赤军主将塔亦儿拔都进军呼罗珊，但成帖木兒在命令执行前先派怯勒孛剌讨伐喀拉察等人，独自恢复了当地治安。
塔亦儿拔都以窝阔台敕令为由要求接管呼罗珊统治权，因此通知成帖木兒退出，绰儿马罕也支持他，但被成帖木兒拒绝。为了对抗达塔亦儿拔都等武官的行为，成帖木兒派遣怯勒孛剌前往窝阔台处，陈述呼罗珊的实际情况和自己的立场。此时，成帖木兒还让呼罗珊和马赞德兰一带的权贵随行，窝阔台非常高兴，说：“绰儿马罕自出征以来，征服多国，却未送回一位国王。成帖木兒虽然领地狭小，资源匮乏，却如此尽忠职守。应该称赞。”遂下旨确认其呼罗珊和马赞德兰长官的职位。令绰儿马罕和其他官员不得干涉。窝阔台向众人赐予金符和朱印敕书，成帖木兒由此正式接受窝阔台敕令，管辖伊朗地区的行政事务。
怯勒孛剌颁布窝阔台的敕令后，成帖木兒任命花剌子模官僚代表沙剌法丁·花剌子密为大必阇赤，呼罗珊官僚代表别哈丁·马合谋·志费尼（《世界征服者史》作者志费尼的父亲）为财务主官（撒希卜・底万），以这两人为核心推进伊朗统治事务。成帖木兒通过整备统治机构，首次在伊朗一带推行蒙古势力的征税制度，蒙古人在伊朗的地位由此开始转变。志费尼评价成帖木兒的统治时称：“蒙古人起初对黄金、宝石并无兴趣。成帖木兒掌权后，以其才能使蒙古人心中将金钱视为甘美之物。”成帖木兒在窝阔台的第二次忽里勒台大会期间，派遣回鹘人书记官阔儿吉思前往哈拉和林，阔儿吉思以其雄辩之才获窝阔台认可。但在他返回呼罗珊之前，成帖木兒已病逝。
成帖木兒死后，窝阔台任命术赤家族的诺撒耳为呼罗珊第二任长官，但诺撒耳年事已高，实权很快转移至阔儿吉思手中，他成为呼罗珊第三任长官。

## 子孙
《集史》“汪古部志”记载，成帖木兒之子有古赤帖木儿、翁古帖木儿等。成帖木兒死后，阔儿吉思冷落其带入的花剌子模官僚并重用其他官僚，对此不满的花剌子模官僚以成帖木兒之子斡脱古·帖木儿为中心，试图推翻阔儿吉思，最终以阔儿吉思胜利告终。